# 아드리안 로페스 알바레스
아드리안 로페스 알바레스(Adrián López Álvarez, 1988년 1월 8일, 아스투리아스 지방 테베르가 ~)는 흔히 아드리안(Adrián)으로 알려진 스페인의 프로 축구 선수로, 현재 세군다 디비시온의 말라가에서 공격수로 활약하고 있다.

## 클럽 경력

### 오비에도 / 데포르티보
아스투리아스 지방 테베르가 출신으로, 아드리안은 인근 레알 오비에도의 유소년 시스템을 거쳤다. 그는 빠른 시간 내에 1군에 합류하였고, 세군다 디비시온 B의 26경기에서 3골을 득점하였다. 그러나, 그는 유소년 선수임에 따라 프로 계약을 체결하지 못하였고, 그를 공짜로라도 사용하기 위해서라도 구단은 그에게 프로 계약을 제시하여야 했다.
2006년 10월, 고맙게도 데포르티보 라코루냐가 그에게 프로 계약을 성사시켰고, 오비에도는 라 리가 클럽으로부터 €331,000의 위약금을 받았다. 아드리안은 2006-07 시즌에 다달으면서 정점을 찍었는데, 그는 캄 노우에서 열린 데포르티보의 바르셀로나와의 리그 경기 61분에 교체 출전하였고, 팀은 1-2로 석패하였으나 영리한 볼터치로 득점하였고; 이는 이 시즌에 15번을 출전 (6번을 선발 출전) 하면서 기록한 유일한 골이다.
2007-08 시즌에 적은 출장 기회를 받은 아드리안은 2008년 4월, 세군다 디비시온의 강등권에 허덕이는 데포르티보 알라베스로 임대되었다. 바스크 연고의 팀이 그의 3골에 힘입어 간신히 잔류한 후, 그는 라코루냐로 복귀하였으나, 8월 14일에 다음 한 시즌동안 새로 승격된 말라가로 임대되었다.
2008년 9월 28일, 아드리안은 2-1로 승리한 레알 바야돌리드와의 홈 경기에서 말라가 1호골을 득점하였고, 시즌 내내 주전으로 출전하였으나, 3득점에 그쳤다. 2009-10 시즌에 그는 데포르티보로 복귀하여 다양한 공격 포지션으로 선발 라인업에 출전할 기회가 두드러지게 증가하였다. 2010년 3월 23일, 그는 스포르팅 히혼전에서 10명으로 숫적 열세 상황에서 데포르 (Depor)의 동점골을 득점하였으나, 나중에 데포르 선수가 9명으로 줄어들었고, 팀은 1-2로 패하였다.
아드리안은 2010-11 시즌에도 데포르티보의 주전으로 꾸준히 출전하였다. 이 시즌의 코파 델 레이에서, 갈리시아 연고 팀은 코르도바와의 16강전 경기를 펼쳤고, 안달루시아 원정에서 1-1로 비긴 후, 그는 90분에 1-1 동점골을 넣으며, 경기를 연장전으로 이어지게 하였으며, 그는 연장전에 2골을 추가로 득점하며 팀을 8강에 올려놓았다. 그는 36경기에 출전하여 팀 내 최다득점인 7골로 시즌을 마무리하였으나, 데포르티보는 20년만에 2부 리그로 강등되었다.

### 아틀레티코 마드리드
2011년 7월 19일, 아드리안은 아틀레티코 마드리드와 4년 계약을 체결하며 자유 이적하였다. 9일 뒤, 그는 공식 데뷔전인 스트룀스고세와의 [[2011-12년 UEFA 유로파리그|2011-12 시즌 UEFA 유로파리그 경기에서 호세 안토니오 레예스의 2골을 모두 어시스트하였고; 2-0으로 이긴 2차전에서, 그는 팀의 선제골을 득점하였다.
2011년 8월 25일, 동일한 대회에서, 아드리안은 비토리아 드 기마량이스와의 원정 경기에서 쐐기골을 득점하며, 4-0 승리에 일조하였고, 아틀레티코는 합계 6-0으로 조별 리그 진출권을 손안에 넣었다. 9월 18일, 4-0으로 이긴 라싱 산탄데르과의 홈 경기에서 아르다 투란의 크로스를 헤딩으로 연결하며 이 시즌의 리그 1호골을 득점하였다.
다혈질적인 레예스가 클럽 리저브 팀 신분이 된 것에 불만을 품게 되면서, 아드리안은 주전 입지를 확고히 하였다. 5일 간격으로 펼쳐진 두 경기에서, 그는 4골을 득점하였는데, 2골을 3-1로 이긴 레알 사라고사와의 리그 홈 경기에서, 그리고 나머지 2골을 4-0으로 이긴 우디네세 칼초와의 유로파 리그 홈 경기에서 나왔으며; 후자의 대회에서 팀은 결승전에 진출하여 우승하였고, 그는 이 시즌에 모든 대회를 통틀어 11골을 득점하였다.
2013년 12월 17일, 아드리안은 매트릭스 제작자들 (Colchoneros) 과의 계약을 2018년 6월 30일까지 연장하였다.

## 국가대표팀 경력

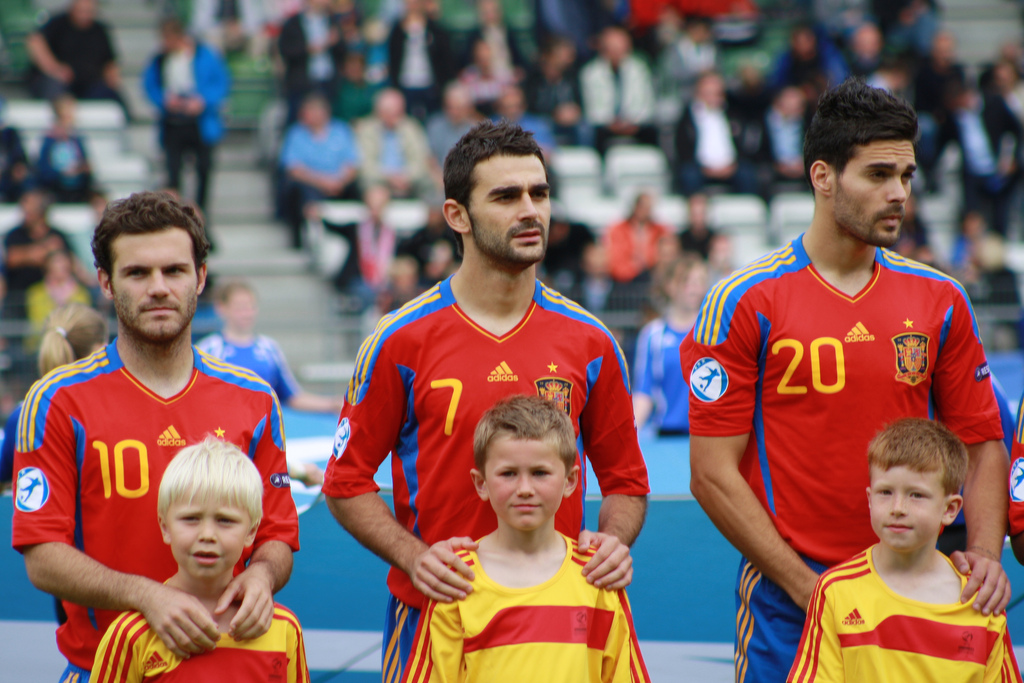
U-21 국가대표팀의 후안 마타 (왼쪽), 아드리안, 그리고 알베르토 보티아 (오른쪽)

캐나다에서 열린 2007년 FIFA U-20 월드컵에서, 아드리안은 스페인의 7월 7일, 요르단과의 조별 리그 최종전에서 해트트릭을 기록하였는데, 그가 득점한 세 골은 모두 전반전 막판의 10분 이내에 기록하였다.
그 후, 그는 U-21 국가대표팀 일원으로 두 차례의 UEFA U-21 축구 선수권 대회에 출전하였다. 덴마크에서 열린 2011년 대회에서, 아드리안은 2-0으로 이긴 체코와의 조별 리그 경기에서 쐐기골을 득점하였고, 3-0으로 이긴 우크라이나와의 다음 경기에서도 한 골을 추가하였다. 벨라루스와의 경기에서, 그는 경기를 연장전으로 이어지게 한 1-1 동점골을 막판에 삽입하였고, 그 경기 연장전에서 또 한 골을 집어넣으며 3-1 승리를 견인하였고; 그는 득점왕으로써 골든슈를 받았다.
2012년 5월 26일, 아드리안은 세르비아와의 친선경기에서 성인 국가대표팀 데뷔전을 치르었다: 그는 이 장크트갈렌에서 열린 경기의 하프타임에 로베르토 솔다도와 교체 투입되었고, 64분에 헤딩으로 득점하였고, 이후에는 페널티킥을 유도하며 2-0 승리에 공헌하였다.

### 국가대표팀 득점 기록
| #  | 날짜            | 경기장                         | 상대     | 점수 | 결과 | 대회     |
| -- | --------------- | ------------------------------ | -------- | ---- | ---- | -------- |
| 1. | 2012년 5월 26일 | AFG 아레나, 장크트갈렌, 스위스 | 세르비아 | 1–0  | 2–0  | 친선경기 |

## 수상

### 클럽
아틀레티코 마드리드
- UEFA 유로파리그: 2011–12
- 라리가: 2013-14
- UEFA 슈퍼컵: 2012
- 코파 델 레이: 2012–13
- UEFA 챔피언스리그 준우승: 2013-14
- 수페르코파 데 에스파냐 준우승: 2013

### 국가대표팀
스페인 U-21
- UEFA U-21 축구 선수권 대회: 2011

### 개인
- FIFA U-20 월드컵 실버슈: 2007
- UEFA U-21 축구 선수권 대회: 골든슈, 토너먼트의 팀 2011

## 클럽 통계
2014년 5월 24일
| 클럽                | 시즌      | 리그 | 리그 | 컵   | 컵 | 대륙 | 대륙 | 합계 | 합계 |
| 클럽                | 시즌      | 출전 | 골   | 출전 | 골 | 출전 | 골   | 출전 | 골   |
| ------------------- | --------- | ---- | ---- | ---- | -- | ---- | ---- | ---- | ---- |
| 오비에도            | 2004–05   | 4    | 1    | 0    | 0  | –    | –    | 4    | 1    |
| 오비에도            | 2005–06   | 26   | 3    | 3    | 0  | –    | –    | 29   | 3    |
| 오비에도            | 합계      | 30   | 4    | 3    | 0  | –    | –    | 33   | 4    |
| 데포르티보          | 2006–07   | 15   | 1    | 6    | 1  | –    | –    | 21   | 2    |
| 데포르티보          | 2007–08   | 7    | 0    | 1    | 0  | –    | –    | 8    | 0    |
| 데포르티보          | 합계      | 22   | 1    | 7    | 1  | –    | –    | 29   | 2    |
| 알라베스            | 2007–08   | 10   | 3    | 0    | 0  | –    | –    | 10   | 3    |
| 알라베스            | 합계      | 10   | 3    | 0    | 0  | –    | –    | 10   | 3    |
| 데포르티보          | 2008–09   | 0    | 0    | 0    | 0  | 2    | 0    | 2    | 0    |
| 말라가              | 2008–09   | 28   | 3    | 2    | 0  | –    | –    | 30   | 3    |
| 말라가              | 합계      | 28   | 3    | 2    | 0  | 2    | 0    | 32   | 3    |
| 데포르티보          | 2009–10   | 34   | 4    | 5    | 0  | –    | –    | 39   | 4    |
| 데포르티보          | 2010–11   | 36   | 7    | 4    | 4  | –    | –    | 40   | 11   |
| 데포르티보          | 합계      | 70   | 12   | 9    | 4  | –    | –    | 79   | 15   |
| 아틀레티코 마드리드 | 2011–12   | 36   | 7    | 2    | 1  | 19   | 11   | 57   | 19   |
| 아틀레티코 마드리드 | 2012–13   | 32   | 3    | 7    | 1  | 9    | 0    | 48   | 4    |
| 아틀레티코 마드리드 | 2013–14   | 22   | 1    | 8    | 0  | 9    | 2    | 39   | 3    |
| 아틀레티코 마드리드 | 합계      | 90   | 11   | 17   | 2  | 37   | 13   | 144  | 26   |
| 경력 합계           | 경력 합계 | 250  | 33   | 38   | 7  | 39   | 13   | 327  | 53   |